# Académie Jixia
L’Académie Jixia 稷下學宮 (pinyin : jìxià xúegōng) de l’État de Qi au Shandong fut de la fin du IVe siècle av. J.-C. à 221 av. J.-C. le principal centre intellectuel de la période des Royaumes combattants. Elle tire son nom « en contrebas de Ji » de la porte Ji près de laquelle elle était située à Linzi, capitale du pays. Le roi y entretenait des savants de diverses écoles qui recevaient de confortables émoluments et des titres honorifiques. L’institution jouait le rôle de pépinière d’idées nouvelles devant contribuer à l’amélioration du gouvernement et au prestige du souverain. On peut citer parmi ses membres Song Jian, Yin Wen Peng Meng, Shen Dao, Tian Pian, Huan Yuan, Zou Yan, Lu Zhonglian, et au nombre des passagers célèbres Mencius et Xunzi. L’encyclopédie Guanzi  est attribuée à ses pensionnaires. Les débats de Jixia eurent un écho dans tous les courants des Royaumes combattants jusqu'au début des Han. L’école joua un rôle particulièrement important dans le développement du naturalisme, dont l’élément le plus connu est la théorie des Cinq éléments, ainsi que dans celui du courant huanglao.

## Histoire et fonctionnement
On attribue traditionnellement la création de Jixia à Tian Wu, duc Huan de Qi (r. 375-358), issu d'un clan qui venait juste de s’emparer du pouvoir en -385 et qui mit Qi au premier plan en battant l'État voisin de Wei en -342. Néanmoins, il semble que son véritable fondateur soit son fils le roi Wei (r. 357-320). Selon Xu Gan, encouragé par son premier ministre Zou Ji, il patronna au moins soixante-douze savants - qui ne devaient guère être conscients du rôle joué par le ministre car « ils discutaient de bon cœur des affaires du gouvernement mais ne manquaient pas une occasion de [lui] manquer de respect ». Il est vrai que les avantages matériels (logement, y compris pour leurs disciples, voitures, argent) permettant aux élus de mener un train de vie comparable à celui de l'aristocratie devaient venir du roi lui-même. Le roi Xuan (r. 319-301) donna la touche finale en faisant construire un superbe bâtiment pour abriter les débats ; son règne marque l’apogée de l’académie. Mencius a dit de lui qu’« il avait l’étoffe d’un grand souverain, mais n'exprimait malheureusement pas son potentiel à cause de son refus de mettre de l’ordre dans sa conduite, aimant trop les bravades, les biens matériels, les femmes et la musique ».
On ne sait pas exactement comment étaient choisis les pensionnaires de l’institution, mais on pense qu’ils devaient passer par la recommandation de membres de la noblesse du pays. Ils étaient invités à amener leurs disciples et à tenir école, ce qui faisait de Jixia un établissement d’enseignement original pour l’époque, soutenu par des fonds « publics » mais laissant pleine liberté de pensée à ses maîtres. En effet, ceux-ci recevaient, outre leurs émoluments, des titres uniquement honorifiques comme celui de « maitre libateur », une fonction cérémonielle. Dénués de charge politique ou administrative, ils avaient pleine liberté pour développer leurs idées et hypothèses sans craindre de subir la sanction de la réalité. Ils pouvaient néanmoins présenter à l’empereur des candidats à la fonction publique.
En 1993, ont été découverts dans la tombe N°1 du site de Guodian au Hubei, autrefois État de Chu, des fragments de textes sur lamelles de bambou, dont la plus ancienne version du Dao De Jing. Gao Zheng pense que l'ensemble représente un manuel utilisé par les membres de l'école confucianiste Si Meng résidant à Jixia.
Ils auraient pu être rapportés à Chu vers 311 av. J.-C. par Qu Yuan, qui fut ambassadeur à Qi.